# 矩圆双盖蕨
矩圆双盖蕨（学名：Diplazium pseudosetigerum）也称矩圆短肠蕨，为蹄盖蕨科双盖蕨属下的一个种。